# Joseph Marie Laffon
Pour les articles homonymes, voir Laffon.
Joseph Marie Laffon, né le 2 octobre 1759 à Souilhe (Languedoc), est un militaire français de la Révolution et de l’Empire.

## États de service
Il entre en service le 1er avril 1777, comme cavalier au régiment de dragons du Languedoc, et le 1er septembre 1784, il devient fourrier, puis il passe adjudant-sous-officier le 28 avril 1788.
En 1791, son régiment est devenu 6e régiment de chasseurs à cheval, et il y est nommé lieutenant le 22 mai 1792, capitaine le 16 août suivant, chef d’escadron le 3 avril 1794, et chef de brigade le 20 avril 1794. Cet avancement rapide est la récompense de sa belle conduite pendant les guerres à l’armée du Nord de 1792 à l’an II.
Le 18 septembre 1792, il arrête avec sa seule compagnie, 12 escadrons prussiens qui venaient surprendre le camp de Vieille-la-ville, et le 10 juin 1794, dans une charge qu’il exécute avec son régiment, en avant de Gosselies, il détruit entièrement un bataillon d’infanterie et s’empare de 7 pièces de canon.
De l’an III à l’an VI, il sert aux armées de Sambre-et-Meuse, du Nord, du Rhin, et de Mayence, où il mérite les éloges les plus flatteurs des généraux Jourdan, Hoche et Augereau. Le 24 mars 1799, à l’armée du Danube, il charge l’ennemi avec un escadron, dans les bois de Valois, près de Stockach, et lui fait 650 prisonniers.
De retour à l’armée du Rhin en l’an VIII, il est mis plusieurs fois à l’ordre de l’armée. Le 19 juin 1800, il enlève en avant du village de Dillingen un convoi de 400 voitures escortées par un corps nombreux d’infanterie et de cavalerie. Le 27 juin suivant, il charge avec impétuosité, à la tête de son régiment, porte les premiers coups à l’ennemi, et combat avec le plus grand courage au milieu de la mêlée.
De retour en France, après avoir fait la campagne d’Helvétie, il est fait chevalier de la Légion d’honneur le 11 décembre 1803, et officier de l’ordre le 14 juin 1804.
En l’an XIII, il fait les guerres à l’armée de Naples, en l’an XIV, à l’armée d’Italie, et celles de 1806 et 1807, en Calabre, sous les ordres des généraux Gouvion-Saint-Cyr, Masséna et Reynier qui rendent les témoignages les plus honorables de sa rare intrépidité. 
Il est admis à la retraite le 9 mai 1808.

## Sources
- A. Lievyns, Jean Maurice Verdot, Pierre Bégat, Fastes de la Légion-d'honneur, biographie de tous les décorés accompagnée de l'histoire législative et réglementaire de l'ordre, Tome 3, Bureau de l’administration, 1844, 529 p. (lire en ligne), p. 240.
- Gaspard Gourgaud, Correspondance générale, Volume 6, Fayard, 2009, p. 11.
- Joseph Napoléon Bonaparte, Mémoires et correspondance politique et militaire du roi Joseph, Volume 2, Perrotin, Paris, 1856.
- Léon Hennet, Etat militaire de France pour l’année 1793, Siège de la société, Paris, 1903, p. 271.